# Rvačka fotbalových fanoušků v Záhřebu v květnu 1990
Rvačka fotbalových fanoušků v Záhřebu v květnu 1990 se odehrála mezi chuligány Dinama Záhřeb (Bad Blue Boys) a Crvené Zvezdy (Delije) dne 13. května 1990 na stadionu Maksimir. Střetnutí fanoušků se odehrálo jen několik dní před prvními svobodnými volbami v Chorvatsku od roku 1945. Střety si vyžádaly 193 zraněných, nicméně žádné mrtvé. Tehdejší jugoslávská média nicméně byla zděšena mírou násilností a bezpečnostní složky nebyly schopny situaci rychle zklidnit.

## Situace před zápasem
Dinamo Záhřeb a Crvena Zvezda Bělehrad byly v jugoslávské fotbalové lize rivalové a přední týmy, které lákaly největší pozornost diváků. Vzrůstající etnické napětí, které v Jugoslávii narostlo především z destabilizací politického systému a vzniku nových, převážně nacionalistických stran, však přineslo mezi fotbalové chuligány obou stran nová témata a nové důvody k nenávisti soupeře. Volby, které se v Chorvatsku konaly několik dní před zápasem, měly jasného favorita – separatistické Chorvatské demokratické společenství v čele s Franjem Tuđmanem. Mezi fotbalovými fanoušky Crvené Zvezdy se začaly otevřené protichorvatské názory šířit již v průběhu roku 1989 a s příchodem nové generace chorvatských politiků, vymezující se proti Srbům, nebylo možné očekávat přátelskou reakci. 
Do Záhřebu přicestovalo přibližně 2500–3000 fanoušků Crvené Zvezdy Bělehrad, v čele s Željkem Ražnatovićem „Arkanem“. Zápas sledovalo okolo 15–20 tisíc diváků přímo na stadionu. Utkání, které z hlediska výsledků v jugoslávské lize nebylo rozhodující, však nebylo nikdy odehráno celé.

## Propuknutí násilí
Již několik hodin před zahájením zápasu došlo na ulicích Záhřebu k několika malým potyčkám mezi fanoušky obou klubů. Na Náměstí bána Jelačiće (tehdy ještě Náměstí republiky) v centru chorvatské metropole se několik fanoušků pobodalo nožem. Nicméně, hlavní střet se odehrál až na stadionu Maksimir. Fanoušci Dinama Záhřeb vyprovokovali házením kamenů sympatizanty bělehradského klubu k otevřenému střetu. Delije si probili cestu ze svého sektoru směrem k chorvatským fanouškům, které napadli vyrvanými sedačkami a noži.[zdroj?] To vše za pokřiků Ubijemo Tuđmana, Ovo je Srbija, Ustaše, ustaše... (Zabijeme Tuđmana, tady je Srbsko, Ustašovci...) 
Chorvatští chuligáni toto opětovali pokřikem Srbe na vrbe (pověsit Srby na vrby).
Bad Blue Boys se rozhodli převzít iniciativu zhruba o hodinu později a zaútočit na fanoušky Crvene Zvezdy, nicméně v tom jim rychle zabránily přítomné jednotky milicionářů. Bezpečnostní složky nasadily slzný plyn a pokusily se záhřebské fanoušky rozptýlit, nicméně to se jim kvůli početní převaze Bad Blue Boys nepodařilo. Nasazeno bylo jen několik stovek policistů, ale fotbalových výtržníků bylo na stadionu několik tisíc.V tu chvíli fanoušci vtrhli na samotné hřiště, kde si vyřizovali účty mezi sebou. Policejní složky dokázaly střety zastavit až po rychlé mobilizaci záloh a nasazení vodních děl.
K útoku na milicionáře se odhodlal dokonce i kapitán Dinama Záhřeb, Zvonimir Boban, který za svůj čin, dobře zaznamenaný tehdejšími médii, dostal od Fotbalového svazu Jugoslávie devítiměsíční distanc. 
I po zápasu došlo k několika střetům, zapáleno bylo několik aut a zničeno několik tramvají.  

## Reakce
Obě strany rvačku interpretovaly jako předem připravenou provokaci s politickým pozadím. Chorvatští fanoušci označili Delije za špiony srbské komunistické vlády, která se za každou cenu pokouší destabilizovat poměry v Chorvatsku. Rovněž označili reakci milice za nepřiměřeně silnou, a to v souvislosti s tím, že v policejních sborech je celá řada příslušníků jiné národnosti, než Chorvatů. 
Srbští fanoušci obvinili Bad Blue Boys ze šovinismu a srbofobního spiknutí, šířeného Chorvatským demokratickým společenstvím. 
Verze, že se jednalo o zinscenovanou a předem připravenou politickou akci, byla v chorvatské i srbské společnosti velmi rychle přijata a do dnešní doby je považována oběma stranami ve velké míře za správnou. Jako argument se často uvádí skutečnost, že před stadion bylo navezeno kamení pro srbské fanoušky, aby mohli zaútočit na své chorvatské soupeře (chorvatská strana), či že celá akce měla sloužit pro čistky ve složení chorvatské policie a upevnění moci HDZ (srbská strana).
Střety si vyžádaly 193 zraněných (z toho 117 milicionářů) a bylo iniciováno několik desítek trestních stíhání.
V záhřebském sboru milicionářů došlo po střetu k personální obměně vedení.

## Důsledky
Fotbalová rvačka poukázala na závažnost etnického napětí v SFRJ a na nepřipravenost jugoslávské milice na násilí na stadionech.  Na Maksimiru byla sice umístěna bezpečnostní ohrada pro oddělení znepřátelených fanoušků, ta však nevydržela nápor a povolila. Jugoslávskou první ligu po sezóně 1990/91 opustily fotbalové týmy z Chorvatska a Slovinska, v sezóně 1991/92 se však sama Jugoslávie ocitla v takové fázi rozpadu, že udržení federální ligy již nebylo nadále možné. 
V chorvatské historiografii je často tento střet fotbalových chuligánů považován za jednu z předzvěstí násilného rozpadu Jugoslávie, a to i přesto, že k němu došlo více než půl roku do vypuknutí prvních ozbrojených střetů. Také bývá označován i za začátek Chorvatské války za nezávislost
CNN označila zápas z 13. května za jedno z pěti utkání, která změnila svět.